# Echt gerecht
Echt gerecht ist eine ab 2008 ausgestrahlte, von Ulrike Scheffler moderierte Gerichtsshow auf dem Fernsehsender Super RTL.
Die 30-minütige Sendung präsentiert jeweils mehrere zusammengeschnittene Fälle aus den inzwischen eingestellten Gerichtsshows des Fernsehsenders RTL, namentlich Das Strafgericht, Das Jugendgericht und Das Familiengericht.
Der Sendeplatz der Ende März 2008 zunächst auf elf Folgen angelegten Serie war zunächst Montag bis Donnerstag gegen 22 Uhr 55. 2009 erfuhr Echt gerecht eine Fortsetzung mit 32 Folgen. Derzeit werden von Montag bis Donnerstag täglich 2 Folgen gesendet. Die erste um ca. 22:10 Uhr und die Zweite ca. 22:40 Uhr auf Super RTL.
Der Online-Branchendienst DWDL.de sah Echt gerecht 2008 als Reaktion auf eine bevorstehende Einstellung der letzten Gerichtsshows auf RTL und nannte die Sendung „Gerichtsshow-Recycling“. Super RTL gewähre „den bei RTL inzwischen abgesägten Richtern wie Ulrich Wetzel, Kirsten Erl und Frank Engeland und Staatsanwälten wie Christopher Posch und Funda Bıçakoğlu noch einmal Asyl und verwertet die vermeintlichen Höhepunkte der drei RTL-Gerichtsshows“.

## Einzelbelege
1. 1 2 3  Uwe Mantel: Super RTL macht Gerichtsshow-Recycling. In: DWDL.de. 19. März 2008, abgerufen am 24. Februar 2024.
2. ↑  http://www.superrtl.de/TVProgramm/FamilyComedy/Echtgerecht/tabid/698/Default.aspx